# Йоельбі Кесада
Йоельбі Луїс Кесада Фернандес (ісп. Yoelbi Luis Quesada Fernández; нар. 4 серпня 1973) — кубинський стрибун потрійним.

## Спортивні досягнення
Бронзовий олімпійський призер з потрійного стрибка (1996). Фіналіст олімпійських змагань з потрійного стрибка на трьох інших Іграх — 4-й у 2000, 6-й у 1992 та 8-й у 2004.
Чемпіон світу з потрійного стрибка (1997). Фіналіст змагань з потрійного стрибка на п'яти інших чемпіонатах світу — 4-е місце у 1995, 7-е місце у 1991, 9-е місце у 2003, 10-е місце у 1999 та 12-е місце у 1993.
Срібний (1995) та бронзовий (2003) призер чемпіонатів світу в приміщенні з потрійного стрибку. Фіналіст змагань з потрійного стрибка на двох інших чемпіонатах світу в приміщенні — 4-е місце у 1999 та 5-е місце у 1993.
Переможець Кубку світу з потрійного стрибка (1994). Був третім у потрійному стрибку на іншому Кубку світу (1998).
Чемпіон світу серед юніорів (1992) та срібний призер чемпіонату світу серед юніорів (1990) з потрійного стрибка.
Триразовий чемпіон Панамериканських ігор з потрійного стрибка (1991, 1995, 1999). Ще на одних Іграх (2003) був третім у цій дисципліні.
Дворазовий чемпіон Універсіади з потрійного стрибка (1997, 1999).
Чемпіон Куби з потрійного стрибка (1991, 1992, 1993, 1994, 1995, 1997, 1998).